# Scotopteryx diplocampa
Scotopteryx diplocampa là một loài bướm đêm trong họ Geometridae.